# 町田章
町田 章（まちだ あきら、1939年2月5日 - 2011年7月31日）は、考古学者。独立行政法人文化財研究所理事長。前奈良国立文化財研究所所長。

## 経歴
1939年、香川県善通寺市生まれ。1962年に関西大学文学部を卒業した後、立命館大学大学院に進み、東洋思想専攻修士課程で学ぶ。1964年に大学院を修了。
卒業後は奈良国立文化財研究所に入所し、数々の遺跡発掘調査に携わった。特に1988年に長屋王家木簡を発掘したことが知られる｡日本考古学協会、日本考古学会、考古学研究会に所属した。また奈良国立文化財研究所の平城宮跡発掘調査部長や文化庁文化財鑑査官などの要職を務めた。2011年7月31日、肺がんのため奈良市の自宅で死去。72歳没。

## 受賞・栄典
2009年に瑞宝中綬章を受章。

## 主な著書・共著
- 町田章1986『平城京』ニュー・サイエンス社
- 町田章1987『古代東アジアの装飾墓』同朋舎出版
- CiNii(町田章)著作